# Камини
Камини је насеље у Италији у округу Ређо ди Калабрија, региону Калабрија.
Према процени из 2011. у насељу је живело 458 становника. Насеље се налази на надморској висини од 295 м.

## Становништво
| 1951. | 1961. | 1971. | 1981. | 1991. | 2001. | 2011. |
| ----- | ----- | ----- | ----- | ----- | ----- | ----- |
| 1.264 | 1.144 | 992   | 959   | 859   | 736   | 715   |